# Station Colle Isarco Gossensass
Station Colle Isarco Gossensass is een spoorwegstation bij het dorp Gossensaß aan de Brennerspoorlijn in Brennero (Italië-Zuid-Tirol).
De stationsnaam wordt volgens de regels van Trenitalia in het Italiaans aangegeven, gevolgd door het Duits als lokale taal.